# Виево (гмина)
Виево (пол. Wijewo) — сельская гмина (уезд) в Польше, входит как административная единица в Лешненский повет, Великопольское воеводство. Население — 3449 человек (на 2004 год).

## Сельские округа
1. Бренно
2. Мястко
3. Потшебово
4. Пшилесе
5. Радомысль
6. Виево
7. Заборувец

## Прочие поселения
1. Филипово
2. Калек
3. Седмюрки
4. Вилянув

## Соседние гмины
1. Гмина Пшемент
2. Гмина Слава
3. Гмина Влошаковице
4. Гмина Всхова